# Формална социологија
Формална социологија је научни приступ социологији који су развили Георг Зимел и Леополд фон Визе. 
У својим студијама, Зимел је био више фокусиран на облике друштвених интеракција него на садржај. Због тога је његов приступ социологији постао означен као формална социологија. У формалној социологији, један формални концепт се може применити за разумевање различитих догађаја. Са његове тачке гледишта, један облик друштвеног феномена је увек повезан са многим формалним догађајима. 
Циљ формалне социологије је да открије да иако процес друштвене интеракције може бити веома сложен, друштвени облици ових интеракција могу бити изоловани, па чак и идентични.